# 川原麻衣
川原 麻衣（かわはら まい、1982年12月23日 - ）は、愛知県名古屋市出身のタレント。木津みずきとのコンビ「赤と黒」で、お笑いタレントとしても活動した。オスカープロモーションに所属していた。

## 人物・来歴
- 身長173cm、B88.4・W60.5・H90。
- 血液型はAB型。
- 愛知県立芸術大学音楽学部（音楽学専攻）卒業。
- 2002年度のテイジンのキャンペーンガール、2004年度にはアサヒビールのイメージガールを務める。アサヒビールイメージガール終了とともに大学を卒業し、上京。
- 2005年に愛・地球博応援タレントを務めた。
- 2007年4月、木津みずきとお笑いコンビ『赤と黒』を結成。結成のきっかけは、「（所属事務所の）社長に言われて」とのことである[1]。同年5月に東京・神楽坂で赤と黒としてライブに初出演。
- 芸能人女子フットサルチーム「表参道BEAUTY」の元メンバー。ポジションはゴレイロ(GK)で、背番号は「12」。現在はチームは解散している。
- 一時、体重が64.2kg、ウエストが88cmに増えていたことがあったが、2009年に入った頃からダイエットを行い、体重を53.4kg、ウエストを60.5cmに減少。その成果を2009年4月5日に行われた『ドリーム ダイエットグランプリ』で披露した[2]。念願のダイエット成功に、涙を流して喜んだ。
- バレンタインのチョコが自分で渡すよりも貰うことのほうが多かったことがある[3]。

## 出演

### テレビ
ドラマ
- 天使みたい （NHK総合・ドラマ愛の詩枠内、2003年7月5日～9月20日） - 木村汐里 役
- 暖流 （毎日放送制作・TBS系 ドラマ30枠内、2007年4月16日～6月29日） - 今井由希 役
- 温泉へGo!（TBS系 愛の劇場枠内、2008年9月1日～11月21日） - 友田春菜 役

その他
- オーシャンズTV（2007年、東海テレビ）-フットサル番組
- ラジかるッ （日本テレビ） - 2008年2月8日『ウエスポーン!女ののど自慢』に、赤と黒として出演
- 大笑点（日本テレビ） - 『サバイバル大喜利 笑点への道』に、赤と黒の2人で出演
- 森田一義アワー 笑っていいとも!（フジテレビ） - 2009年6月4日「出たいドル」に、赤と黒の2人で出演
- ビキスポ!（MONDO TV） - 2010年～

### ラジオ
- 志村けんのFIRST STAGE～はじめの一歩～（JFN、2007年9月15日）

### ライブ
- チョロ道 CHOROMICHI～チョロいと思って生きて来た～ （2007年9月3日）

### その他
- ヒルズダイエット　実践者として出演

### DVD
- 川原麻衣（2005年8月24日、ジェネオン エンタテインメント）